# Раклевичи (Дятловский район)
Ра́клевичи (бел. Раклевічы) — агрогородок в Дятловском сельсовете Дятловского района Гродненской области Белоруссии. По переписи населения 2009 года в Раклевичах проживало 409 человек. Центр КСУП «Русь-Агро».

## География
Раклевичи расположены в 7 км к северо-востоку от Дятлово, 148 км от Гродно, 9 км от железнодорожной станции Новоельня. В 2 км от агрогородка проходит автомобильная дорога Дятлово — Новоельня.

## История
В 1624 году упоминаются в составе Марковского войтовства Дятловской (Здентельской) волости во владении Сапег.
В 1878 году Раклевичи — деревня в Дятловской волости Слонимского уезда Гродненской губернии (23 двора, магазин). В 1880 году в Раклевичах проживало 73 человека.
Согласно переписи населения 1897 года в Раклевичах имелось 29 домов, проживало 157 человек. В 1905 году — 164 жителя.
В 1921—1939 годах Раклевичи находились в составе межвоенной Польской Республики. В сентябре 1939 года Раклевичи вошли в состав БССР.
В 1996 году Раклевичи являлись центром колхоза «Россия». В деревне насчитывалось 109 дворов, проживало 344 человека.
В 2009 году деревня Раклевичи преобразована в агрогородок.

## Достопримечательности
- Памятник 56 землякам, погибшим в годы Великой Отечественной войны. Находится в центре агрогородка[2].